# Eesti Karikas 2021-2022
La Coppa d'Estonia 2021-2022 (in estone Eesti Karikas) è stata la 30ª edizione del torneo, iniziata il 22 giugno 2021 e terminata il 21 maggio 2022. Il Paide ha vinto il trofeo per la prima volta nella sua storia.

## Formula del torneo
La griglia delle partite è stata stilata il 20 maggio 2021, due giorni prima della finale dell'edizione precedente.
Flora Tallinn, Paide e Levadia Tallinn, prime tre classificate della Meistriliiga 2020, partono direttamente dai sedicesimi di finale. Per il resto, gli accoppiamenti e il turno di ingresso nel torneo sono sorteggiati in modo totalmente casuale e non ci sono teste di serie.
| Turno                | Numero di incontri | Squadre | Entrano a questo turno | Data sorteggio   |
| -------------------- | ------------------ | ------- | --- | ---------------- |
| Primo turno          | 28                 | 89 → 64 | 3 squadre di Meistriliiga 2 squadre di Esiliiga 4 squadre di Esiliiga B 10 squadre di II Liiga 15 squadre di III Liiga 11 squadre di IV Liiga 11 squadre di Rahvaliiga | 20 maggio 2021   |
| Secondo turno        | 32                 | 64 → 32 | 4 squadre di Meistriliiga 4 squadre di Esiliiga 3 squadre di Esiliiga B 4 squadre di II Liiga 9 squadre di III Liiga 3 squadre di IV Liiga 3 squadre di Rahvaliiga     | 20 maggio 2021   |
| Sedicesimi di finale | 16                 | 32 → 16 | 3 squadre di Meistriliiga | 27 luglio 2021   |
| Ottavi di finale     | 8                  | 16 → 8  | – | 24 agosto 2021   |
| Quarti di finale     | 4                  | 8 → 4   | – | 28 febbraio 2022 |
| Semifinali           | 2                  | 4 → 2   | – | 10 marzo 2022    |
| Finale               | 1                  | 2 → 1   | – | -                |

## Squadre partecipanti
Le 10 squadre della Meistriliiga 2021
- 3 al primo turno: Trans Narva, Tulevik Viljandi, Vaprus Pärnu.
- 4 al secondo turno: Kuressaare, Kalju Nõmme, Tammeka Tartu, TJK Legion.
- 3 ai sedicesimi di finale: Flora Tallinn, Levadia Tallinn, Paide.

6 delle 10 squadre dell'Esiliiga 2021
- 2 al primo turno: Elva, Nõmme United.
- 4 al secondo turno: Flora Tallinn U21, Kalev Tallinn, Pärnu JK, Welco Tartu.

7 delle 10 squadre dell'Esiliiga B 2021
- 4 al primo turno: Alliance Ida-Virumaa, Kalev Tallinn U21, TJK Legion U21, Viimsi.
- 3 al secondo turno: FC Tallinn, Läänemaa, Tabasalu.

14 delle 28 squadre di II Liiga 2021
- 10 al primo turno: Alliance Ida-Virumaa U21, FCI Tallinn, Flora Tallinn U19, Hiumaa Kärdla, Kose, Noorus-96 Jõgeva, Piraaja Tallinn, Tarvas Rakvere, Raplamaa, Tulevik Viljandi U21.
- 4 al secondo turno: Helios Tartu, Kalev Tartu, Paide 3, Volta Põhja-Tallinn.

24 squadre di III Liiga 2021
- 15 al primo turno: Ararat/TTÜ, Hell Hunt Tallinn, Imavere, Järva-Jaani, Kadakas Kernu, Läänemaa II, Loo, Maksatransport, Märjamaa, Team Helm, Vastseliina, Warrior Valga, Welco X Tartu, Wolves Jõgeva, Zenit Tallinn.
- 9 al secondo turno: Aliens Maardu, Eston Villa, Ganvix Türi, Phoenix Jõhvi, Poseidon Pärnu, ReUnited Tallinn, Saku Sporting, Tabasalu II, Zapoos Tallinn.

14 squadre di IV Liiga 2021
- 11 al primo turno: Eston Villa II, FC Lelle, FC Transferwise, Jalgpallihaigla, Kristiine, Lõvid Viimsi, Olympic Tallinn, Rumori Calcio II, Teleios Tallinn, Wolves Äksi, Wolves Tallinn.
- 3 al secondo turno: Rumori Calcio, Soccernet, Vigri Maarjamäe.

14 squadre di Rahvaliiga 2021
- 11 al primo turno: Ajax Annelinn, FC Kohvile, FCP Pärnu, FCT Titans, FC Wolfram, IBK HereForBeer, JK 32.Keskkool, Kusti, Mulgi Karksi-Nuia, Puhkus Mehhikos, Young Saue.
- 3 al secondo turno: Est Ham United, Karskem Karsklus, Sadam Pärnu.

## Primo turno
| Squadra 1            | Risultato       | Squadra 2                |
| -------------------- | --------------- | ------------------------ |
| 17 giugno 2021       |                 |                          |
| Eston Villa II       | w/o             | Ararat/TTÜ               |
| 22 giugno 2021       |                 |                          |
| Raplamaa             | 15 – 0          | FC Wolfram               |
| Lõvid Viimsi         | 0 – 3           | Flora Tallinn U19        |
| 26 giugno 2021       |                 |                          |
| Mulgi Karksi-Nuia    | 3 – 1           | JK 32.Keskkool           |
| 29 giugno 2021       |                 |                          |
| Loo                  | 4 – 2           | Alliance Ida-Virumaa U21 |
| 30 giugno 2021       |                 |                          |
| Kernu Kadakas        | 3 – 3 (3-4 dtr) | FC TransferWise          |
| 1º luglio 2021       |                 |                          |
| Olympic Tallinn      | 2 – 1           | Hiumaa Kärdla            |
| 5 luglio 2021        |                 |                          |
| Zenit Tallinn        | 4 – 2           | Kalev Tallinn U21        |
| 8 luglio 2021        |                 |                          |
| FC Kohvile           | 7 – 4           | FC Young Saue            |
| 9 luglio 2021        |                 |                          |
| Viimsi               | 3 – 1 (dts)     | Vaprus Pärnu             |
| 10 luglio 2021       |                 |                          |
| Vastseliina          | 4 – 0           | Teleios Tallinn          |
| Tulevik Viljandi U21 | w/o             | Piraaja Tallinn          |
| Alliance Ida-Virumaa | 10 – 1          | Welco Tartu X            |
| Trans Narva          | w/o             | IBK HereForBeer          |
| Warrior Valga        | w/o             | FCT Titans               |
| Nõmme United         | w/o             | Noorus-96 Jõgeva         |
| Tarvas Rakvere       | 3 – 1           | Puhkus Mehhikos          |
| 11 luglio 2021       |                 |                          |
| Elva                 | 3 – 0 (dts)     | Team Helm                |
| TJK Legion U21       | 5 – 2           | Ajax Annelinn            |
| Märjamaa             | 4 – 5           | Imavere/Forss            |
| Rumori Calcio II     | 1 – 4           | FCP Pärnu                |
| Wolves Tallinn       | 1 – 5           | Jalgpallihaigla          |
| 13 luglio 2021       |                 |                          |
| Läänemaa II          | 11 – 1          | Wolves Äksi              |
| 14 luglio 2021       |                 |                          |
| Kose                 | 0 – 2           | Maksatransport           |
| Kristiine            | 5 – 3           | Wolves Jõgeva            |
| 18 luglio 2021       |                 |                          |
| Järva-Jaani          | 5 – 4           | Kusti                    |
| 20 luglio 2021       |                 |                          |
| Tulevik Viljandi     | 26 – 0          | FC Lelle                 |
| 21 luglio 2021       |                 |                          |
| FCI Tallinn          | 8 – 0           | Hell Hunt Tallinn        |

## Secondo turno
| Squadra 1            | Risultato | Squadra 2            |
| -------------------- | --------- | -------------------- |
| 10 luglio 2021       |           |                      |
| Est Ham United       | 0 – 6     | Ararat/TTÜ           |
| 21 luglio 2021       |           |                      |
| Loo                  | 2 – 3     | FC Tallinn           |
| 22 luglio 2021       |           |                      |
| FC Kohvile           | 1 – 2     | Welco Tartu          |
| 23 luglio 2021       |           |                      |
| Helios Tartu         | 3 – 1     | Tarvas Rakvere       |
| Tulevik Viljandi U21 | 4 – 0     | Ganvix Türi          |
| FC Transferwise      | 2 – 9     | Kalev Tallinn        |
| 24 luglio 2021       |           |                      |
| Warrior Valga        | 1 – 4     | Kristiine            |
| Kalev Tartu          | 10 – 0    | Läänemaa II          |
| Flora Tallinn U21    | 24 – 0    | Karskem Karsklus     |
| Poseidon Pärnu       | 0 – 9     | Kuressaare           |
| TJK Legion           | 21 – 0    | Soccernet            |
| Trans Narva          | 5 – 0     | Alliance Ida-Virumaa |
| Nõmme United         | w/o       | Imavere/Forss        |
| Saku Sporting        | 0 – 9     | Tammeka Tartu        |
| Viimsi               | w/o       | ReUnited Tallinn     |
| 25 luglio 2021       |           |                      |
| Rumori Calcio        | 0 – 7     | Läänemaa             |
| Kalju Nõmme          | 32 – 0    | Mulgi Karksi-Nuia    |
| Elva                 | 13 – 1    | Jalgpallihaigla      |
| Aliens Maardu        | 2 – 3     | Eston Villa          |
| Maksatransport       | 1 – 3     | Raplamaa             |
| Tabasalu             | 11 – 1    | Viigri Maarjamäe     |
| Zapoos Tallinn       | 2 – 0     | Phoenix Jõhvi        |
| Zenit Tallinn        | 1 – 4     | Paide 3              |
| 28 luglio 2021       |           |                      |
| Tulevik Viljandi     | w/o       | Olympic Tallinn      |
| Flora Tallinn U19    | 12 – 0    | FCP Pärnu            |
| FCI Tallinn          | 8 – 1     | Sadam Pärnu          |
| 29 luglio 2021       |           |                      |
| Vastseliina          | w/o       | Volta Põhja-Tallinn  |
| 9 agosto 2021        |           |                      |
| Pärnu JK             | 2 – 0     | TJK Legion U21       |
| 11 agosto 2021       |           |                      |
| Tabasalu II          | 6 – 0     | Järva-Jaani          |

## Sedicesimi di finale
| Squadra 1         | Risultato | Squadra 2            |
| ----------------- | --------- | -------------------- |
| 4 agosto 2021     |           |                      |
| Tulevik Viljandi  | 10 – 0    | Tulevik Viljandi U21 |
| Paide 3           | 5 – 0     | Kristiine            |
| 9 agosto 2021     |           |                      |
| Trans Narva       | w/o       | Eston Villa          |
| 16 agosto 2021    |           |                      |
| Elva              | 2 – 0     | Viimsi               |
| 17 agosto 2021    |           |                      |
| Läänemaa          | 2 – 8     | TJK Legion           |
| 18 agosto 2021    |           |                      |
| Kalju Nõmme       | 9 – 1     | Zapoos Tallinn       |
| Tammeka Tartu     | 3 – 1     | Kuressaare           |
| 23 agosto 2021    |           |                      |
| Raplamaa          | 0 – 5     | Levadia Tallinn      |
| 25 agosto 2021    |           |                      |
| Ararat/TTÜ        | 2 – 3     | Vastseliina          |
| 1º settembre 2021 |           |                      |
| Helios Tartu      | 0 – 3     | Welco Tartu          |
| 2 settembre 2021  |           |                      |
| Kalev Tallinn     | 3 – 0     | Tabasalu II          |
| 21 settembre 2021 |           |                      |
| Kalev Tartu       | 4 – 2     | Nõmme United         |
| FCI Tallinn       | 2 – 3     | Flora Tallinn U21    |
| 22 settembre 2021 |           |                      |
| FC Tallinn        | 1 – 4     | Paide                |
| 6 ottobre 2021    |           |                      |
| Pärnu JK          | 0 – 1     | Tabasalu             |
| 12 dicembre 2021  |           |                      |
| Flora Tallinn U19 | 0 – 14    | Flora Tallinn        |

## Ottavi di finale
| Squadra 1        | Risultato | Squadra 2         |
| ---------------- | --------- | ----------------- |
| 23 ottobre 2021  |           |                   |
| TJK Legion       | w/o       | Elva              |
| Paide            | 14 – 0    | Flora Tallinn U21 |
| Tulevik Viljandi | 1 – 3     | Kalju Nõmme       |
| Trans Narva      | 3 – 0     | Welco Tartu       |
| 24 ottobre 2021  |           |                   |
| Tammeka Tartu    | 3 – 0     | Kalev Tartu       |
| 14 novembre 2021 |           |                   |
| Levadia Tallinn  | 3 – 0     | Kalev Tallinn     |
| 16 dicembre 2021 |           |                   |
| Flora Tallinn    | w/o       | Paide 3           |
| 5 febbraio 2022  |           |                   |
| Vastseliina      | w/o       | Tabasalu          |

## Quarti di finale
Il sorteggio è stato effettuato il 28 febbraio 2022.
| Squadra 1     | Risultato | Squadra 2       |
| ------------- | --------- | --------------- |
| 8 marzo 2022  |           |                 |
| Trans Narva   | 2 – 0     | Tammeka Tartu   |
| 9 marzo 2022  |           |                 |
| TJK Legion    | 0 – 2     | Paide           |
| Flora Tallinn | 2 – 0     | Levadia Tallinn |
| 10 marzo 2022 |           |                 |
| Kalju Nõmme   | 7 – 0     | Tabasalu        |

## Semifinali
Il sorteggio è stato effettuato il 10 marzo 2022.
| Squadra 1      | Risultato       | Squadra 2   |
| -------------- | --------------- | ----------- |
| 5 maggio 2022  |                 |             |
| Flora Tallinn  | 0 – 0 (4-5 dtr) | Paide       |
| 15 maggio 2022 |                 |             |
| Trans Narva    | 0 – 1           | Kalju Nõmme |

## Finale
| Arbitro: | Martti Pukk |

|  |           |           |
|  | Marcatori | 109’ Luts |